# Hafen von La Louvière
Der Hafen von La Louvière (fr. Port Autonome du Centre et de l’Ouest, PACO) ist ein Binnenhafen Belgiens.
Der Hafen wurde 1999 gegründet. Der sehr weitläufige Hafen hat über 19 km Kaie, die über 176 km Wasserwege verteilt sind. 2016 betrug der wasserseitige Umschlag des Hafens 6,5 Millionen Tonnen.

## Kaie, Becken und Häfen
Der Hafen breitet sich aus entlang der Kanäle Canal du Centre, Canal Nimy-Blaton-Péronnes, Canal de Pommerœul à Condé, Kanal Ath-Blaton, entlang der Dender, der oberen Schelde und der mittleren Leie sowie entlang des Canal Charleroi-Brüssel in der Provinz Hennegau, mit Ausnahme des Teils, der zum Hafen von Charleroi gehört.
Die folgenden Kaie, Becken und Häfen sind Teil des Hafens von La Louvière:

Die Kaie von Comines, Warneton, Pecq, Casterman in Tournai, Rechtes Ufer Tournai, Vaulx-Antoing, Antoing, Chercq, Bruyelle, Hollain, Bléharies, Wiers, Roucourt, Bataille in Peruwelz, Peruwelz, Blaton, Harchies, Hautrage, Tertre, KEMIRA in Tertre, MARTENS in Tertre, Baudour, Charbonnages in Baudour, Ghlin, Nimy, Maisières, Obourg, Ville sur Haine, Thieu, Strepy-Bracquegnies, Glaverbel Safea, Nr. 1 und 3 in La Louvière, La Croyère, Cerisiers, Manage, Seneffe, Ronquières.

Das Becken von Baudour, das Nord- und Südbecken von Ghlin und der Hafen von Mons.